# Sorède
Sorède település Franciaországban, Pyrénées-Orientales megyében. Lakosainak száma 3500 fő (2022. január 1.). Sorède La Jonquera, Espolla, Argelès-sur-Mer, Laroque-des-Albères, Saint-André és Palau-del-Vidre községekkel határos.

## Népesség
A település népessége az elmúlt években az alábbi módon változott:
| Lakosok száma | 3107 | 3200 | 3299 | 3267 | 3315 | 3343 | 3395 | 3448 | 3500 |
|               | 2013 | 2015 | 2016 | 2017 | 2018 | 2019 | 2020 | 2021 | 2022 |